# Gianluca Mager
Pour les articles homonymes, voir Mager.
Gianluca Mager, né le 1er décembre 1994 à Sanremo, est un joueur de tennis italien, professionnel depuis 2013.

## Carrière
Gianluca Mager remporte trois tournois Challenger en 2019 à Coblence, Barletta et Biella.
Il se révèle en février 2020 lors du tournoi ATP 500 de Rio de Janeiro. Issu des qualifications, il écarte au premier tour le récent vainqueur du tournoi de Buenos Aires, le Norvégien Casper Ruud, puis le qualifié João Domingues. En quart de finale, il crée la surprise en éliminant le no 4 mondial Dominic Thiem (7-64, 7-5). En demi-finale, il domine le Hongrois Attila Balázs qu'il avait déjà battu en qualifications et atteint ainsi sa première finale sur le circuit principal où il s'incline contre le Chilien Cristian Garín (7-63, 7-5). Début mars, il est sélectionné en équipe d'Italie de Coupe Davis contre la Corée du Sud et remporte son match contre Nam Ji Sung.

## Palmarès

### Finale en simple
| No | Date       | Nom et lieu du tournoi                      | Catégorie | Dotation    | Surface      | Vainqueur      | Score     |          |
| -- | ---------- | ------------------------------------------- | --------- | ----------- | ------------ | -------------- | --------- | -------- |
| 1  | 17-02-2020 | Rio Open presented by Claro, Rio de Janeiro | ATP 500   | 1 759 905 $ | Terre (ext.) | Cristian Garín | 7-63, 7-5 | Parcours |

## Parcours dans les tournois duGrand Chelem

### En simple
| Année | Open d'Australie | Open d'Australie | Internationaux de France | Internationaux de France | Wimbledon      | Wimbledon    | US Open         | US Open         |
| ----- | ---------------- | ---------------- | ------------------------ | ------------------------ | -------------- | ------------ | --------------- | --------------- |
| 2020  | —                | —                | 1er tour (1/64)          | Dušan Lajović            | Annulé         | Annulé       | 1er tour (1/64) | M. Kecmanović   |
| 2021  | 1er tour (1/64)  | Aslan Karatsev   | 2e tour (1/32)           | Jannik Sinner            | 2e tour (1/32) | Nick Kyrgios | 1er tour (1/64) | Jordan Thompson |
| 2022  | 1er tour (1/64)  | Andrey Rublev    | —                        | —                        | —              | —            | —               | —               |

N.B. : à droite du résultat se trouve le nom de l'ultime adversaire.

### En double
| Année | Open d'Australie                                                                         | Open d'Australie | Internationaux de France                                                       | Internationaux de France                                                             | Wimbledon                                                                                   | Wimbledon | US Open | US Open |
| ----- | ---------------------------------------------------------------------------------------- | ---------------- | ------------------------------------------------------------------------------ | ------------------------------------------------------------------------------------ | ------------------------------------------------------------------------------------------- | --------- | ------- | ------- |
| 2020  | —                                                                                        | —                | 1er tour (1/32) A. Ramos \|\| style="text-align:left;" \| M. Arévalo J. O'Mara | Annulé                                                                               | Annulé                                                                                      | —         | —       |         |
| 2021  | 1er tour (1/32) Y. Nishioka \|\| style="text-align:left;" \| P.-H. Herbert Nicolas Mahut | —                | —                                                                              | 1er tour (1/32) Laslo Djere \|\| style="text-align:left;" \| Rajeev Ram J. Salisbury | 1er tour (1/32) Federico Coria \|\| style="text-align:left;" \| Robert Galloway Alex Lawson |           |         |         |
| 2022  | 1er tour (1/32) L. Musetti \|\| style="text-align:left;" \| D. Altmaier T. Monteiro      | —                | —                                                                              | —                                                                                    | —                                                                                           | —         | —       |         |

N.B. : le nom du partenaire se trouve sous le résultat ; les noms des ultimes adversaires se trouvent à droite.

## Parcours dans lesMasters 1000
| Année | Indian Wells       | Miami | Monte-Carlo | Madrid | Rome                 | Canada | Cincinnati | Shanghai | Paris             |
| ----- | ------------------ | ----- | ----------- | ------ | -------------------- | ------ | ---------- | -------- | ----------------- |
| 2020  | n.o.               | n.o.  | n.o.        | n.o.   | 1er tour G. Dimitrov | n.o.   | —          | n.o.     | —                 |
| 2021  | 2e tour G. Monfils | —     | —           | —      | 2e tour L. Sonego    | —      | —          | n.o.     | 1er tour F. Auger |

N.B. : sous le résultat se trouve le nom de l’ultime adversaire.

## Victoires sur le top 10
Toutes ses victoires sur des joueurs classés dans le top 10 de l'ATP lors de la rencontre.
| Légende      |
| Grand Chelem |
| Masters 1000 |
| 500 Series   |
| 250 Series   |

| # | G.M.   | Tournoi        | Année | Surface      | Adversaire    | Rang | Tour | Score     |
| - | ------ | -------------- | ----- | ------------ | ------------- | ---- | ---- | --------- |
| 1 | no 128 | Rio de Janeiro | 2020  | Terre battue | Dominic Thiem | no 4 | 1/4  | 7-64, 7-5 |

## Classements ATP en fin de saison
| Année          | 2013 | 2014 | 2015 | 2016 | 2017 | 2018 | 2019 | 2020 | 2021 | 2022 | 2023 | 2024 |
| Rang en simple | 942  | 451  | 328  | 338  | 436  | 285  | 119  | 100  | 62   | 214  | 337  | 230  |
| Rang en double | –    | 866  | 829  | –    | 866  | 1254 | 378  | 1192 | 1530 | 841  | 1020 | –    |

Source : (en) Classements de Gianluca Mager sur le site officiel de la Fédération internationale de tennis